# 6. říjen
6. říjen je 279. den roku podle gregoriánského kalendáře (280. v přestupném roce). Do konce roku zbývá 86 dní.

## Události

### Česko
- 1419 – Vytvořila se jednota šlechty, měst i některých představitelů církve, která si kladla za cíl udržet v zemi klid, než se vlády ujme nový panovník Zikmund Lucemburský.
- 1879 – Čeští poslanci říšské rady; složení ze staročechů, české konzervativní šlechty, mladočechů a českých poslanců z Moravy (součást vládní většiny, tzv. železného kruhu pravice) založili Český klub.
- 1923 – Založeny Československé státní aerolinie, dnes známé pod názvem České aerolinie.
- 1948 – Národní shromáždění schválilo zákon na ochranu republiky, který komunistickému režimu umožnil posílit pronásledování jeho kritiků a odpůrců.
- 1950 – Začal vykonstruovaný politický proces s hokejovými mistry světa, po kterém jedenáct šampiónů z roku 1949 skončilo za mřížemi. Bubníkovi a Modrému dokonce navrhovali trest smrti.
- 2006 – Po 20 letech byla dokončena dálnice D5 (tzv. Plzeňská dálnice) spojující Prahu s hranicí s Německem.
- 2018 – V Česku proběhly volby do zastupitelstev obcí a třetiny Senátu. Volební účast přesáhla 48 procent.

### Svět
- 0105 př. n. l. – Germáni v bitvě u Arausia drtivě porazili římskou armádu.
- 1600 – Premiéra nejstarší dochované opery Euridice od Jacopa Peri, který sám zpíval roli Orfea.
- 1683 – Na nabídku Williama Penna přijelo třináct německých menonitských rodin do oblasti dnešní Philadelphie. Jejich pastor F. Daniel Pastorius byl ve své době považován mnohými za nejvzdělanějšího člověka Spojených států.
- 1889 – V Paříži na Montmartre otevřeli nejslavnější kabaret Moulin Rouge.
- 1890 – Mormonská církev prohlásila v Salt Lake City polygamii za nezákonnou.
- 1908 – Rakousko-Uhersko vyhlásilo anexi okupované Bosny a Hercegoviny, původně tureckou provincii. Podunajská monarchie získala souhlas carského Ruska, majícího na Balkáně tradičně mocenské zájmy, buchlovickou dohodou ze září 1908.
- 1927 – Slavnostní premiéra prvního zvukového filmu, tzv. talkie, Jazzový zpěvák, ve kterém zaznělo 290 slov a písničky a trval 89 minut.
- 1938 – Žilinská dohoda, vyhlášená výkonným výborem Hlinkovy slovenské ľudové strany, oznámila právo na sebeurčení slovenského národa - autonomii Slovenska.
- 1939 – Adolf Hitler učinil Velké Británii a Francii nabídku míru, která byla posléze odmítnuta.
- 1944
  - Vojáci 1. československého armádního sboru překročili v rámci Karpatsko - Dukelské operace čs. hranici a vstoupili na území Československa.
  - Sovětská Rudá armáda vstoupila do Maďarska.
- 1952 – Premiéra detektivní hry Agatha Christie Past na myši (The Mousetrap) v Londýně.
- 1961 – Prezident Kennedy doporučil americkým občanům budovat protiatomové kryty pro případ atomové konfrontace se Sovětským Svazem.
- 1973 – Útokem 80 000 egyptských vojáků v rámci operace Badr na Bar Levovu linii na břehu Suezského průplavu a útokem syrských tankových jednotek na izraelské pozice na Golanských výšinách začala Jomkipurská válka.
- 1976 – Čínský premiér Hua Guofeng dal v Pekingu zatknout Gang čtyř, čímž skončila kulturní revoluce.
- 1979 – Papež Jan Pavel II. jako první papež navštívil Bílý dům.
- 1981 – Egyptský prezident Anvar Sadat byl při vojenské přehlídce v Káhiře zavražděn islámskými extrémisty.
- 1986 – Sovětská atomová ponorka s označením K-219 s 16 balistickými raketami a 34 jadernými hlavicemi se po výbuchu potopila v Bermudském trojúhelníku.
- 2000 – Srbský prezident Slobodan Milošević podal demisi.
- 2002 – Papež Jan Pavel II. kanonizoval Josemaríu Escrivá de Balaguera, zakladatele osobní prelatury Opus Dei.
- 2005 – Po šesti letech života v luxusní vile na Bahamách byl Viktor Kožený na žádost USA zatčen. Jednoho z nejznámějších mužů kupónové privatizace, který je v Česku obviněn z podvodů, stíhají Američané pro korupci.
- 2010 – Vyšla první verze americké sociální sítě Instagram.

## Narození

### Česko
- 1289

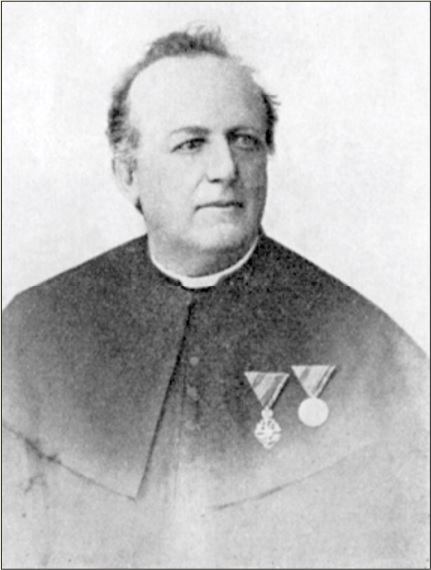
Antonín Vojáček (* 1833; děkan a měšťan)

  - Václav III., český král († 4. srpna 1306)
  - Anežka Přemyslovna, dcera Václava II., dvojče Václava III. († 1296)
- 1833 – Antonín Vojáček, katolický děkan a příbramský měšťan († 13. října 1904)
- 1849 – Josef Tittel, teolog, kanovník olomoucké kapituly († 7. února 1929)
- 1867 – Václav Radimský, malíř-krajinář († 31. ledna 1946)
- 1872 – Jan Larisch-Mönnich II., slezský šlechtic, uhlobaron a politik († 10. listopadu 1962)
- 1875 – Karel Lím, pedagog a sportovec († 20. září 1958)
- 1884 – Felix Weltsch, česko-izraelský, německy i hebrejsky píšící novinář, spisovatel, filosof († 9. listopadu 1964)
- 1887 – Maria Jeritza, Marie Jedličková, operní pěvkyně († 10. července 1982)
- 1889 – Rudolf Dominik, univerzitní profesor, fašistický politik († 23. července 1951)
- 1903
  - Marie Dušková, dělnická spisovatelka († 15. prosince 1968)
  - Josef Kunský, geomorfolog († 21. září 1977)
- 1913 – Vojtěch Bradáč, fotbalista († 30. března 1947)
- 1920 – Kamil Šimon, novinář a spisovatel
- 1922
  - Bedřich Havlíček, regionální historik, etnograf a vlastivědný pracovník († 16. ledna 1994)
  - Ivan Skála, básník († 6. února 1997)
- 1925 – Josef Treuchel, malíř († 2. listopadu 1990)
- 1928 – Pavel Blažka, fyziolog vodních živočichů († 6. května 2016)
- 1937 – František Mezihorák, politik a vysokoškolský pedagog
- 1938 – Luboš Zajíček, jazzový trumpetista-kornetista († 2. února 2025)
- 1941 – Vladimír Binar, básník, prozaik, překladatel a literární vědec
- 1946 – Nina Škottová, farmakoložka a politička
- 1949 – Václav Knop, herec, režisér a dabér
- 1951 – Tomáš Sokol, ministr vnitra ČR, advokát
- 1953 – Filip Šedivý, politik, právník a diplomat († 20. září 2008)
- 1956 – Stanislav Balík, právník a historik
- 1958 – Alena Mrázová, spisovatelka, překladatelka a vysokoškolská pedagožka
- 1983
  - Renata Voráčová, tenistka
  - David Limberský, fotbalista a reprezentant na pozici obránce či záložníka

### Svět

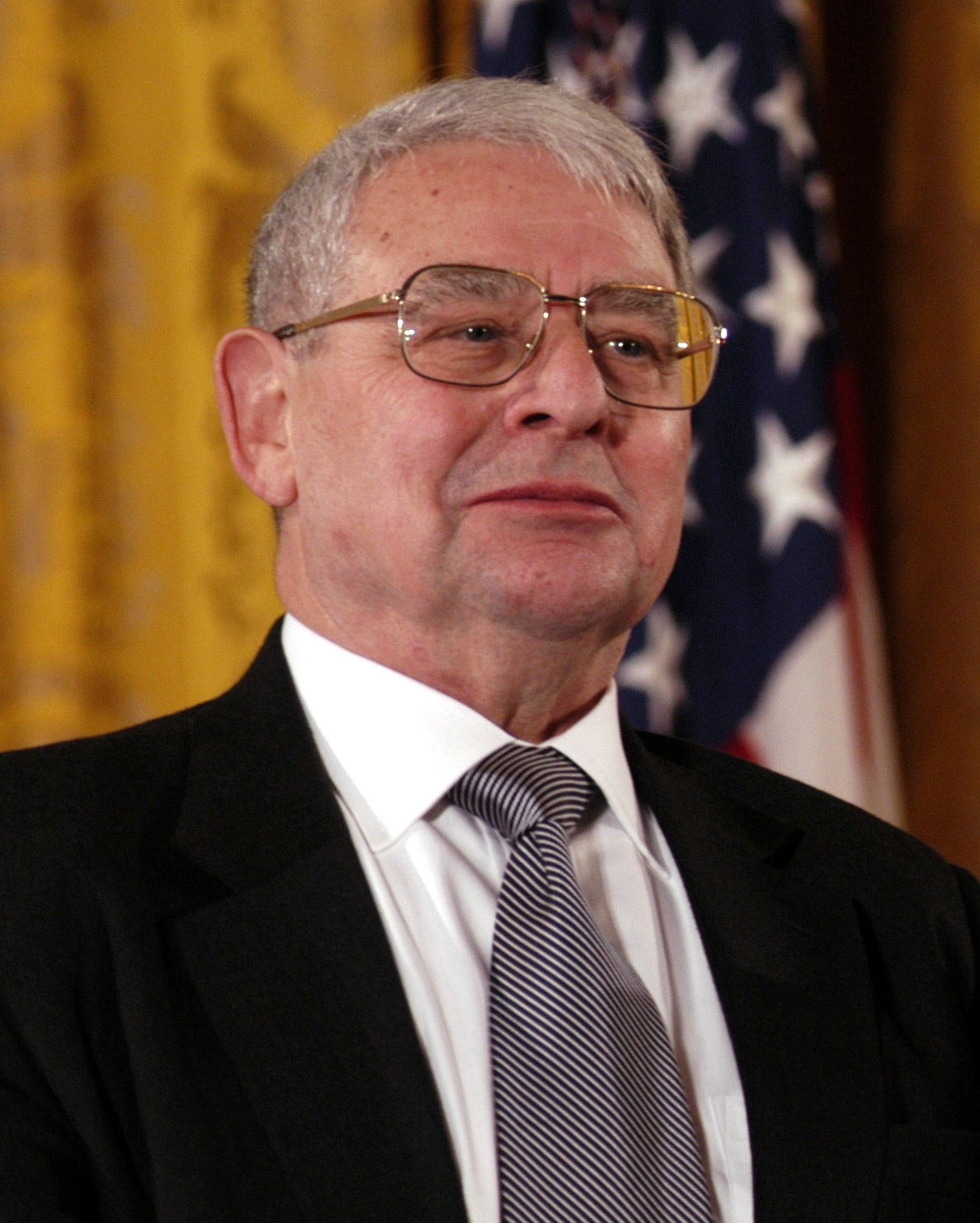
Riccardo Giacconi (* 1931)

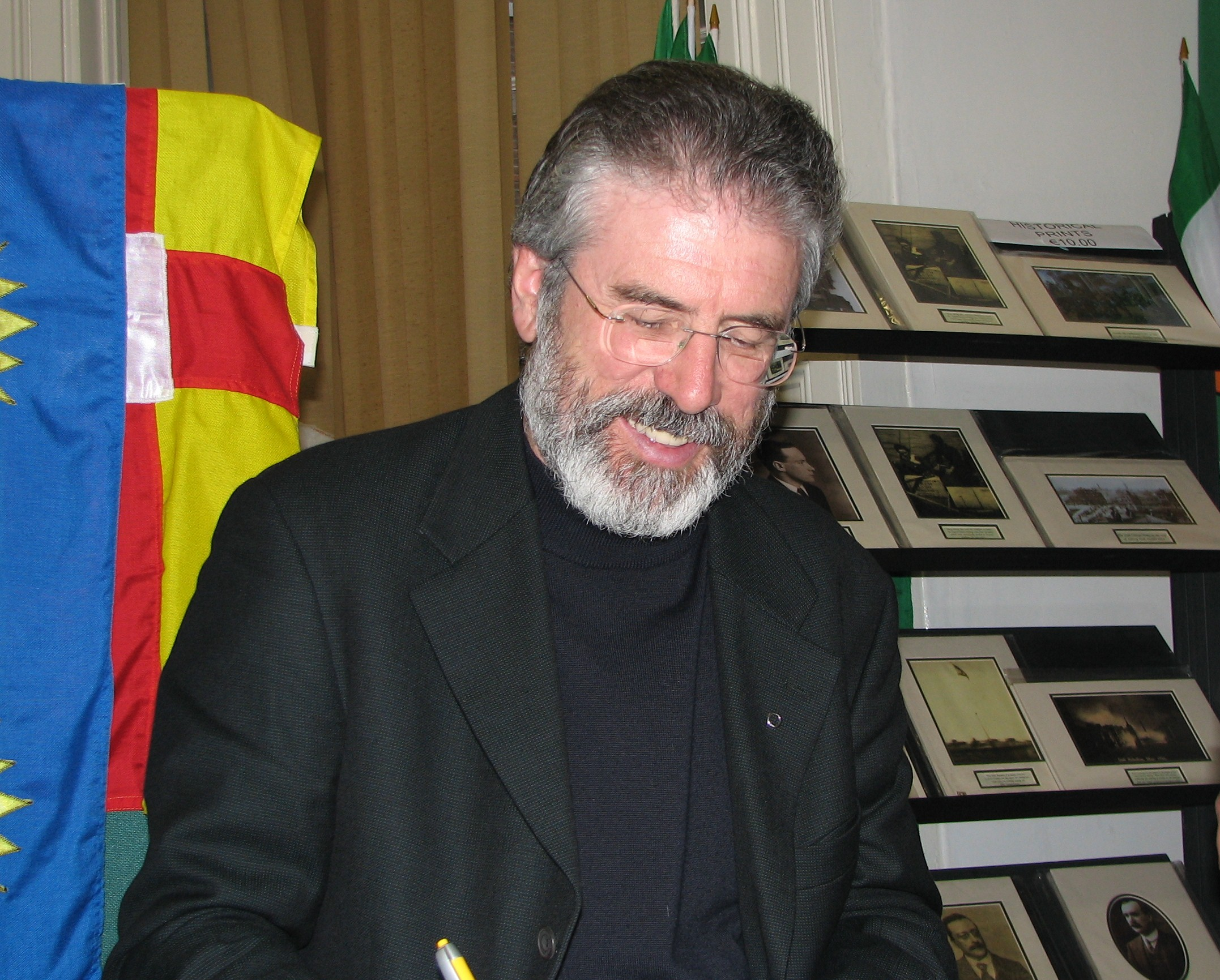
Gerry Adams (* 1948)

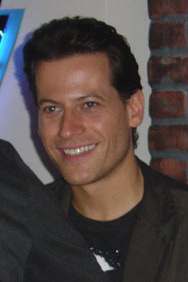
Ioan Gruffudd (* 1973)

- 1459 – Martin Behaim, německý navigátor a kartograf († 29. července 1507)
- 1550 – Karin Månsdotter, švédská královna († 13. září 1612)
- 1552 – Matteo Ricci, italský jezuitský misionář († 1610)
- 1555 – František Nádasdy, manžel Alžběty Báthoryové († 4. ledna 1604)
- 1612 – Klaudie Lotrinská, francouzská šlechtična († 2. srpna 1648)
- 1706 – Šarlota Amálie Dánská, dánská princezna († 28. října 1782)
- 1726 – Marie Tereza Felicitas d'Este, princezna z Modeny a vévodkyně z Penthièvre († 30. dubna 1754)
- 1738 – Marie Anna Habsbursko-Lotrinská, rakouská arcivévodkyně, dcera královny Marie Terezie a císaře Františka I. Štěpána († 1789)
- 1769 – Isaac Brock, britský vojevůdce, kanadský národní hrdina († 13. října 1812)
- 1773 – Ludvík Filip, francouzský král († 1850)
- 1779 – František IV. Modenský, modenský a reggijský vévoda († 21. ledna 1846)
- 1783 – François Magendie, francouzský fyziolog († 7. října 1855)
- 1808 – Frederik VII., dánský král († 15. listopad 1863)
- 1819 – Marcus Selmer, norský fotograf († 18. ledna 1900)
- 1820 – Jenny Lindová, švédská operní pěvkyně, sopranistka († 2. listopadu 1887)
- 1828 – Franz Obert, rakouský evangelický duchovní, spisovatel a politik († 9. září 1908)
- 1831 – Richard Dedekind, německý matematik († 1916)
- 1846 – George Westinghouse, americký vynálezce a průmyslník († 12. března 1914)
- 1850 – William Niven, americký mineralog a archeolog († 2. června 1937)
- 1852 – Bruno Abakanowicz, polský matematik a vynálezce († 29. srpna 1900)
- 1853 – Francis Meadow Sutcliffe, anglický fotograf († 31. května 1941)
- 1857 – Robert Buser, švýcarský botanik († 29. března 1931)
- 1876 – Jan Bułhak, polský fotograf, etnograf a folklorista († 4. února 1950)
- 1882 – Karol Szymanowski, polský hudební skladatel († 1937)
- 1884 – Lloyd Spooner, americký sportovní střelec, olympijský vítěz († 20. prosince 1966)
- 1887
  - Le Corbusier, švýcarský architekt, urbanista, teoretik a malíř († 27. srpna 1965)
  - Martín Luis Guzmán, mexický prozaik a novinář († 22. prosince 1976)
- 1888
  - Joaquín Vilanova Camallonga, španělský kněz, mučedník a blahoslavený katolické církve († 29. července 1936)
  - Roland Garros, francouzský letec († 5. října 1918)
- 1891
  - Hendrik Adamson, esperantsky píšící estonský spisovatel († 7. března 1946)
  - Kálmán Kalocsay, maďarský esperantista, básník a lékař († 27. února 1976)
- 1895 – William Pettersson, americký olympijský vítěz ve skoku do dálky 1920 († 10. května 1965)
- 1902
  - Bruno Balz, německý tvůrce textů písní († 14. března 1988)
  - Harold McMunn, kanadský hokejista, zlato na OH 1924 († 5. února 1964)
- 1903 – Ernest Thomas Sinton Walton, irský fyzik, nositel Nobelovy ceny († 1995)
- 1904
  - Isabel Alfonsa de Borbón, španělská princezna, vnučka Alfonse XII († 18. července 1985)
  - Klement Salvátor Habsbursko-Altenburský, rakouský arcivévoda († 20. srpna 1974)
- 1905 – Helen Willsová Moodyová, americká tenistka († 1. ledna 1998)
- 1906 – Janet Gaynorová, americká herečka († 14. září 1984)
- 1908
  - Carole Lombard, americká herečka († 16. ledna 1942)
  - Sammy Price, americký jazzový klavírista († 14. dubna 1992)
  - Sergej Sobolev, ruský matematik († 3. ledna 1989)
- 1914
  - Ľudovít Kukorelli, slovenský partyzán († 24. listopadu 1944)
  - Thor Heyerdahl, norský mořeplavec a dobrodruh († 18. dubna 2002)
- 1919 – Muhammad Siad Barre, somálský diktátor († 2. února 1995)
- 1920 – Andrzej Munk, polský režisér († 21. září 1961)
- 1923 – Yaşar Kemal, turecký spisovatel kurdského původu († 28. února 2015)
- 1925 – Ljuben Berov, premiér Bulharska († 7. prosince 2006)
- 1929
  - Christoph Scriba, německý historik a matematik († 29. července 2013)
  - Bruno Cremer, francouzský herec, představitel komisaře Maigreta († 7. srpna 2010)
  - Karin Lindbergová, švédská sportovní gymnastka († 2. prosince 2020)
- 1930 – Háfiz al-Asad, syrský prezident († 10. června 2000)
- 1931
  - Riccardo Giacconi, americký fyzik italského původu, nositel Nobelovy ceny († 9. prosince 2018)
  - Andrej Rimko, slovenský herec († 2. ledna 2006)
- 1933
  - Louis Begley, americký spisovatel
  - Alicia D'Amico, argentinská fotografka († 30. srpna 2001)
- 1935
  - Ernesto Laclau, argentinský filozof († 13. dubna 2014)
  - Árpád Tőzsér, maďarský básník, literární kritik a teoretik, překladatel
- 1937 – Mario Capecchi, italo-americký molekulární genetik, Nobelova cena 2007
- 1942 – Britt Ekland, švédská herečka
- 1944
  - Carlos Pace, brazilský automobilový závodník († 18. března 1977)
  - Boris Michajlov, ruský hokejista
- 1948
  - Gerry Adams, irský politik
  - Glenn Branca, americký avantgardní skladatel a kytarista († 13. května 2018)
- 1949 – Bobby Farrell, tanečník a umělec z Nizozemských Antil († 30. prosince 2010)
- 1950
  - John Fekner, americký umělec, skladatel a fotograf
  - David Brin, americký spisovatel sci-fi
- 1952 – Vladimir Gusinskij, ruský mediální magnát
- 1954 – David Hidalgo, americký zpěvák a písničkář
- 1956 – Ilja Mate, sovětský zápasník, olympijský vítěz
- 1958 – Sergej Mylnikov, ruský hokejový brankář († 20. června 2017)
- 1963 – Elisabeth Shue, americká herečka
- 1964 – Matthew Sweet, americký hudebník
- 1967 – Kennet Andersson, švédský fotbalista
- 1973 – Ioan Gruffudd, velšský herec
- 1974 – Hoàng Xuân Vinh, vietnamský sportovní střelec, olympijský vítěz
- 1975 – Peter Pellegrini, slovenský politik
- 1978 – Liou Jang, čínská kosmonautka
- 1979 – David Di Tommaso, francouzský fotbalista († 29. listopadu 2005)
- 1974 – Kenny Jönsson, švédský hokejista
- 1982 – Michael Frater, jamajský atlet
- 1984 – Valerie Viliová, novozélandská atletka
- 1985 – Jesse Huta Galung, nizozemský tenista
- 1986
  - Olivia Thirlbyová, americká herečka
  - Věra Duševinová, ruská tenistka
- 1989
  - Tyler Ennis, kanadský hokejista
  - Albert Ebossé Bodjongo, kamerunský fotbalista († 23. srpna 2014)
- 1990 – Scarlett Byrne, britská herečka
- 1993 – Adam Gemili, britský atlet, sprinter
- 1996 – Peter Altof, slovenský youtuber a influencer, který vystupuje pod přezdívkou Expl0ited
- 1997 – Kasper Dolberg, dánský fotbalista
- 1999 – Martin Fehérváry, slovenský hokejista

## Úmrtí

### Česko

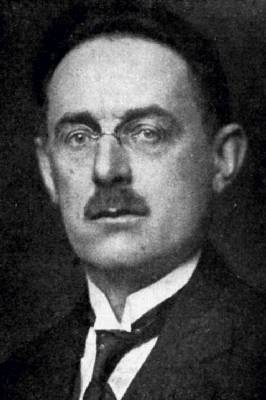
Karel Absolon († 1960)

- 1686 – Zdeněk Kašpar Kaplíř ze Sulevic, český šlechtic a vojevůdce (* 1611)
- 1899 – František Řehoř, etnograf (* 16. prosince 1857)
- 1914
  - Antonín Randa, právník, rektor Univerzity Karlo-Ferdinandovy v Praze, politik (* 8. července 1834)
  - Karl Jänig, český, německy mluvící, duchovní (* 1835)
- 1918 – Theodor Altschul, pražský německý lékař-hygienik (* 13. října 1850)
- 1927 – Martin Lecián, český kasař a sériový vrah (* 31. října 1900)
- 1934 – Rudolf Hofmeister, amatérský historik a spisovatel (* 17. května 1866)
- 1939 – Bohumil Vavroušek, fotograf lidové architektury (* 25. června 1875)
- 1944
  - Ilse Weber, básnířka a spisovatelka knížek pro děti (* 11. ledna 1903)
  - Jaroslav Vedral, československý generál (* 17. listopadu 1895)
- 1947 – Otakar Wünsch, člen Petičního výboru Věrni zůstaneme a vydavatel časopisu V boj (* 26. května 1893)
- 1948 – Oldřich Hilmera, sbormistr a hudební skladatel (* 29. března 1891)
- 1960 – Karel Absolon, krasový badatel a archeolog (* 16. června 1877)
- 1957 – Andrej Kubál, československý politik slovenské národnosti (* 19. dubna 1880)
- 1961 – Lucie Klímová, česká malířka a zpěvačka (* 5. ledna 1884)
- 1966 – Ludmila Hořká, spisovatelka, publicistka a folklóristka (* 26. dubna 1892)
- 1971
  - Viliam Široký, předseda československé vlády (* 31. května 1902)
  - Vladimír Watzke, český spisovatel (* 21. července 1900)
- 1980 – Karel Novák, herec (* 9. října 1930)
- 1987 – Ladislav Hájek, archeolog (* 10. února 1909)
- 1988 – Rudolf Janíček, indolog, spisovatel a překladatel (* 16. dubna 1904)
- 1989
  - František Faltus, profesor ČVUT v oboru ocelových konstrukcí (* 5. ledna 1901)
  - Jaromír Korčák, geograf, demograf a statistik (* 12. července 1895)
- 1993 – Ludmila Pelikánová, herečka a recitátorka (* 8. září 1915)
- 1996 – Zbyněk Přecechtěl, hudební skladatel (* 3. listopadu 1916)
- 1999 – František Čech, flétnista a hudební pedagog (* 8. března 1923)
- 2008 – Miroslav Koranda, reprezentant Československa ve veslování, olympijský vítěz (* 6. listopadu 1934)
- 2011 – Jan Jílek, český dramatik, spisovatel, scenárista a herec (* 24. listopadu 1933)
- 2019 – Vlasta Chramostová, divadelní a filmová herečka (* 17. listopadu 1926)

### Svět

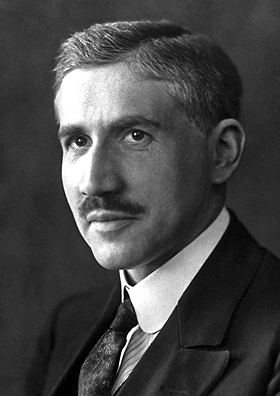
Otto Fritz Meyerhof († 1951)

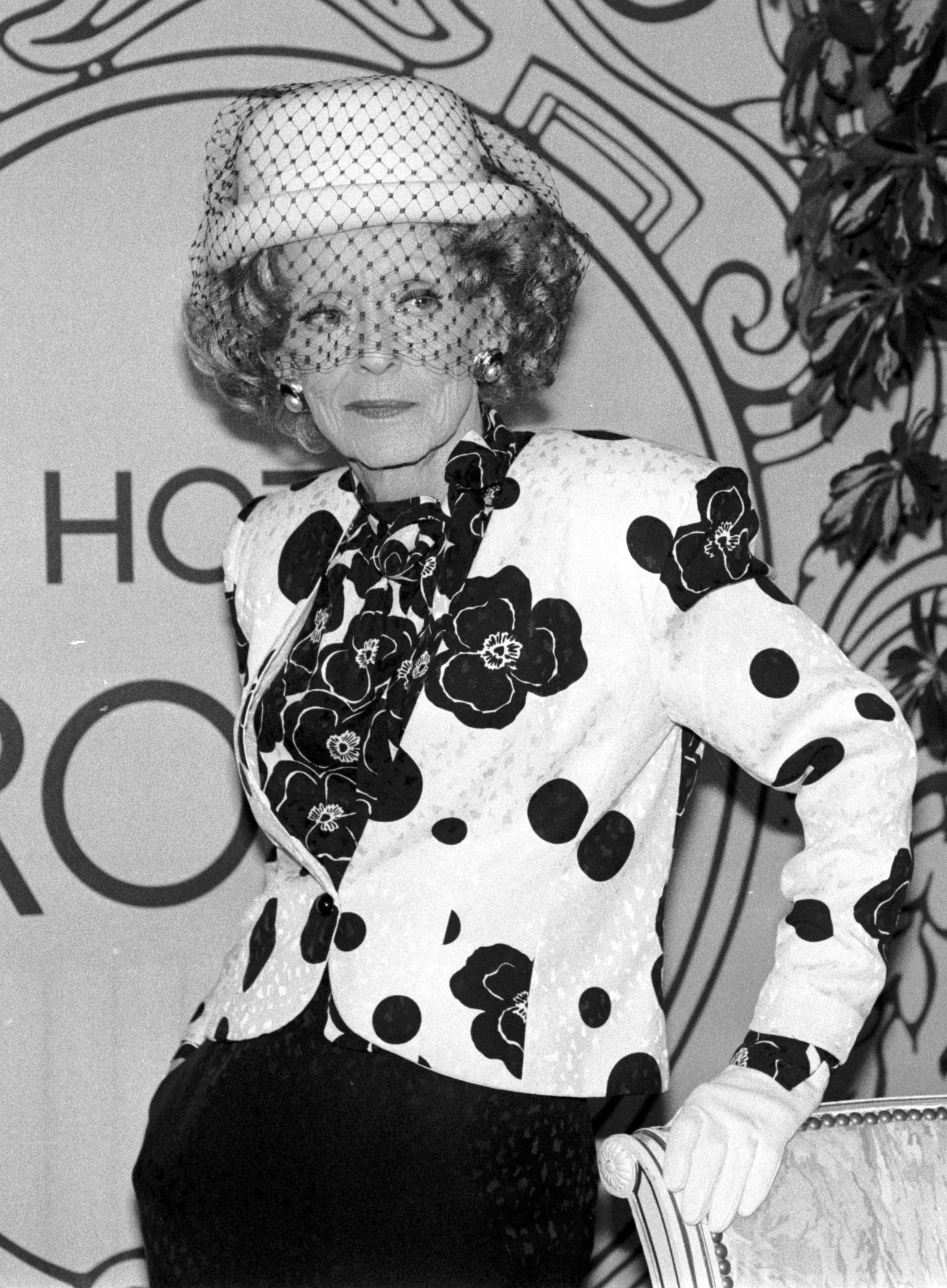
Bette Davis († 1989)

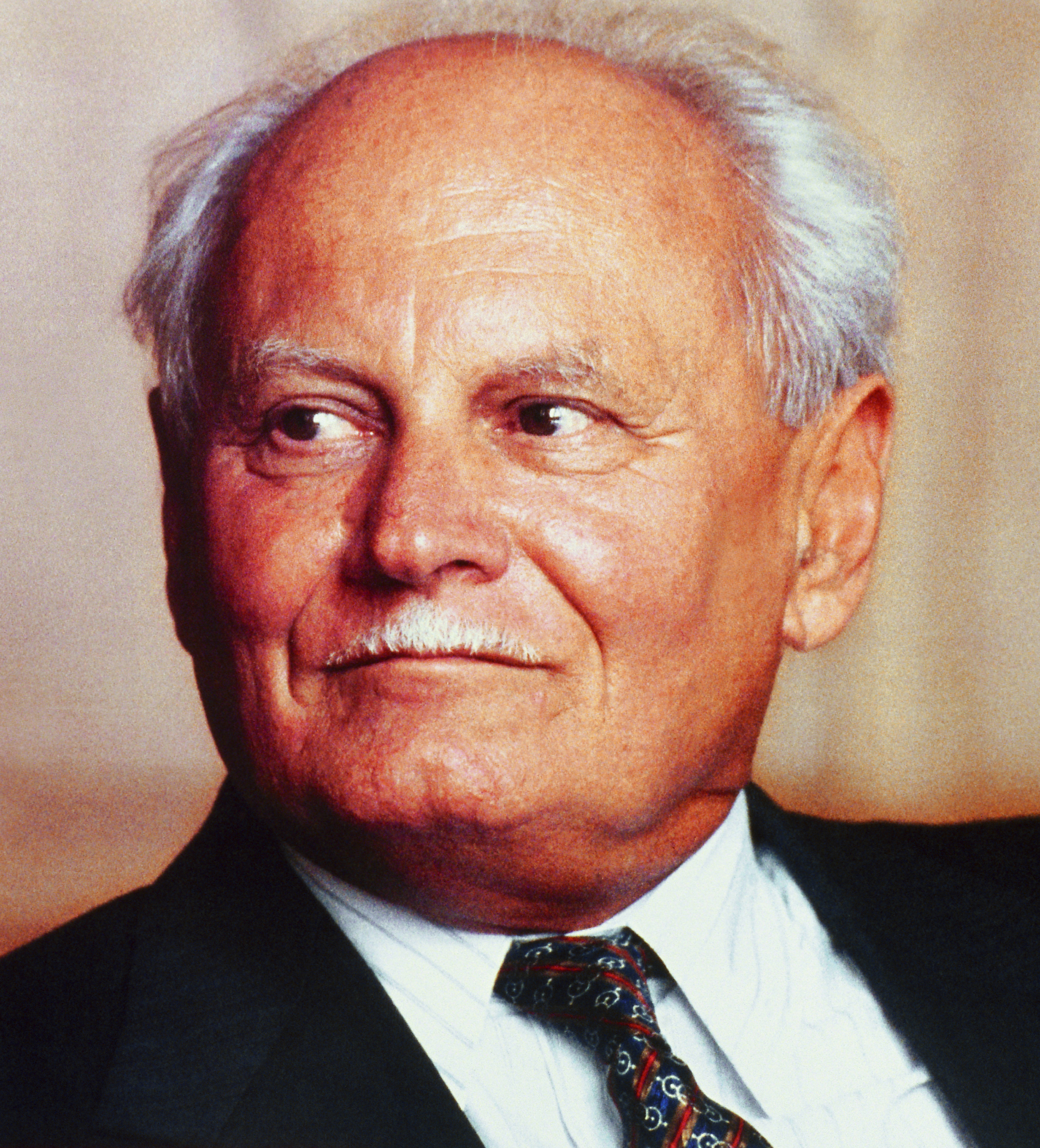
Árpád Göncz († 2015)

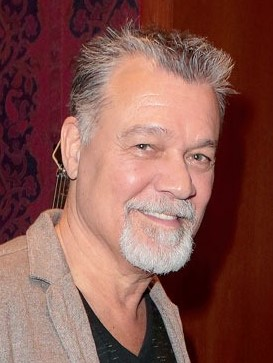
Eddie Van Halen († 2020)

- 0023 – Wang Mang, císař říše Sin (* 45 př. n. l.)
- 0869 – Ermentruda Orleánská, západofranská královna (* 27. září 823)
- 0877 – Karel II. Holý, římský císař a západofranský král (* 13. června 823)
- 1014 – Samuel I., bulharský car (* 958)
- 1101 – Bruno Kolínský, německý arcibiskup a světec, zakladatel kartuziánského řádu (* mezi 1027 a 1030)
- 1214 – Alfons VIII. Kastilský, král Kastilie (* 11. prosince 1155)
- 1349 – Johana II. Navarrská, navarrská královna (* 28. ledna 1311)
- 1426 – Ču Kao-sü, čínský kníže a vojevůdce (* 30. prosince 1380)
- 1644 – Izabela Bourbonská, francouzská princezna, královna španělská, portugalská, neapolská a sicilská (* 22. listopadu 1602)
- 1660 – Paul Scarron, francouzský spisovatel (* 1610)
- 1695 – Gustav Adolf Meklenburský, vévoda z Meklenburska-Güstrow (* 26. února 1633)
- 1698 – Johann Karl Loth, německý malíř (* 8. srpna 1632)
- 1714 – Matteo Noris, italský básník a operní libretista (* 1640)
- 1733 – Baltazar Fontana, italský barokní sochař a štukatér (* 26. června 1661)
- 1739 – Františka Šarlota d'Aubigné, vévodkyně z Noailles (* 5. května 1684)
- 1762 – Francesco Onofrio Manfredini, italský houslista a hudební skladatel (* 22. června 1684)
- 1786 – Antonio Maria Gaspare Sacchini, italský hudební skladatel, představitel neapolské operní školy, (* 14. června 1730)
- 1837 – Jean-François Le Sueur, francouzský hudební skladatel, dirigent a pedagog (* 15. února 1760)
- 1848 – Theodor Baillet de Latour, rakouský důstojník a politik (* 15. června 1780)
- 1849 – Lajos Batthyány, první předseda maďarské parlamentní vlády (* 10. února 1807)
- 1853 – Simon Greenleaf, americký právník (* 5. prosince 1783)
- 1866 – Carlo Caccia Dominioni, italský biskup (* 14. května 1802)
- 1889 – Jules Dupré, francouzský malíř, člen Barbizonské školy (* 1811)
- 1891 – Karel I. Württemberský, 3. württemberský král (* 6. března 1823)
- 1892 – Alfred Tennyson, anglický básník (* 6. srpna 1809)
- 1893 – Ford Madox Brown, anglický malíř narozený ve Francii (* 16. dubna 1821)
- 1895 – Lorenzo Langstroth, americký kněz a včelař (* 25. prosince 1810)
- 1898 – Wilhelm Emil Fein, německý podnikatel a konstruktér (* 1842)
- 1901 – Charles Henry Stanley, anglický šachista (* září 1819)
- 1905 – Ferdinand von Richthofen, německý geograf, kartograf a cestovatel (* 5. května 1833)
- 1912 – Auguste Marie François Beernaert, belgický politik, nositel Nobelovy ceny za mír (* 26. července 1829)
- 1933
  - Zakaria Paliašvili, gruzínský hudební skladatel (* 16. srpna 1871)
  - Constant Puyo, francouzský fotograf (* 12. listopadu 1857)
- 1946 – Per Albin Hansson, premiér Švédska (* 28. října 1885)
- 1951 – Otto Fritz Meyerhof, německý lékař a biochemik, Nobelova cena 1922 (* 12. dubna 1884)
- 1953 – Věra Muchinová, sovětská sochařka (* 1. července 1889)
- 1962 – Tod Browning, americký herec a režisér (* 12. července 1880)
- 1965 – Dragiša Brašovan, srbský architekt (* 25. května 1887)
- 1968
  - Mořic Arnold de Forest, francouzský automobilový závodník a britský politik (* 9. ledna 1879)
  - Branko Lazarević, srbský literární kritik (* 25. listopadu 1883)
- 1969 – Ján Rak, slovenský básník a překladatel. (* 1915)
- 1973 – François Cevert, francouzský automobilový závodník (* 25. února 1944)
- 1976 – Gilbert Ryle, britský filosof (* 19. srpna 1900)
- 1981 – Anvar as-Sádát, prezident Sjednocené arabské republiky (* 25. prosince 1918)
- 1989 – Bette Davisová, americká herečka (* 1908)
- 1995 – Rudolf Sloboda, slovenský spisovatel (* 1938)
- 1997 – Jevgenij Chalděj, sovětský fotograf (* 23. března 1917)
- 1998 – Joseph Sandler, britský psychoanalytik (* 10. ledna 1927)
- 1999 – Amália Rodrigues, portugalská zpěvačka a herečka (* 23. července 1920)
- 2000 – K. Gunn McKay, americký politik (* 23. února 1925)
- 2001 – Milton A. Rothman, americký fyzik a spisovatel science fiction (* 30. listopadu 1919)
- 2002 – Claus van Amsberg, nizozemský princ a manžel královny Beatrix (* 6. září 1926)
- 2008 – Paavo Haavikko, finský básník a dramatik (* 25. ledna 1931)
- 2012 – Šadlí Bendžedíd, třetí prezident nezávislého Alžírska (* 14. dubna 1929)
- 2015 – Árpád Göncz, maďarský spisovatel, překladatel, politik a prezident (* 1922)
- 2018 – Montserrat Caballé, španělská operní pěvkyně (* 12. dubna 1933)
- 2019
  - Ginger Baker, anglický bubeník (* 19. srpna 1939)
  - Larry Junstrom, americký baskytarista (* 22. června 1949)
- 2020
  - Eddie Van Halen, nizozemsko-americký kytarista (* 26. ledna 1955)
  - Johnny Nash, americký zpěvák (* 19. srpna 1940)

## Svátky

### Česko
- Hanuš
- Renatus, Renát
- Socialistický kalendář: Den Československé lidové armády

Katolický kalendář
- svatý Bruno

| 6. říjen v pražském KlementinuÚdaje jsou platné k 11. 3. 2025. | 6. říjen v pražském KlementinuÚdaje jsou platné k 11. 3. 2025. | 6. říjen v pražském KlementinuÚdaje jsou platné k 11. 3. 2025. |
| minimum                                                        | denní průměr                                                   | maximum                                                        |
| -------------------------------------------------------------- | -------------------------------------------------------------- | -------------------------------------------------------------- |
| −1,3 °C (1912)                                                 | 12,9 °C (od 1961)                                              | 26,1 °C (1942)                                                 |